# Portada/efemèride juliol 1
Erik Satie
« 30 de juny · 1 de juliol · 2 de juliol »